# Mike Myers
Michael John Myers, detto Mike (Scarborough, 25 maggio 1963), è un attore, comico, sceneggiatore e produttore cinematografico canadese con cittadinanza britannica.
I suoi genitori nacquero a Liverpool e pertanto egli dispone della doppia cittadinanza britannico-canadese. Le origini etniche della sua famiglia sono da ricercare anche in Scozia e in Irlanda. Inoltre è di religione protestante.
È noto principalmente per le serie di film comici Fusi di testa e Austin Powers, oltre che per aver doppiato Shrek nell'omonima serie di film.

## Carriera

### I primi anni
Uno dei suoi primi lavori di recitazione è in uno spot TV, quando aveva dieci anni.
Arriva al successo portando in scena personaggi goffi e stravaganti nello spettacolo comico Second City (1982). Successivamente viene notato dai produttori del famoso programma Saturday Night Live, che lo ingaggiano come ospite fisso: il successo di Myers cresce tanto da portare al cinema uno dei suoi personaggi più amati dal pubblico del SNL, Wayne, con il film Fusi di testa, insieme con l'amico Dana Carvey.
La commedia arriva sul grande schermo nel 1991 e visto il successo incredibile del film, nel 1992 Myers prende parte al seguito, Fusi di testa 2, che però al botteghino non ha il riscontro del precedente. Un po' demoralizzato dal risultato del film ma in gran parte anche dalla morte del padre, si rifugia in una commedia tinta di giallo, Mia moglie è una pazza assassina? (1993).

### Il successo conAustin Powers

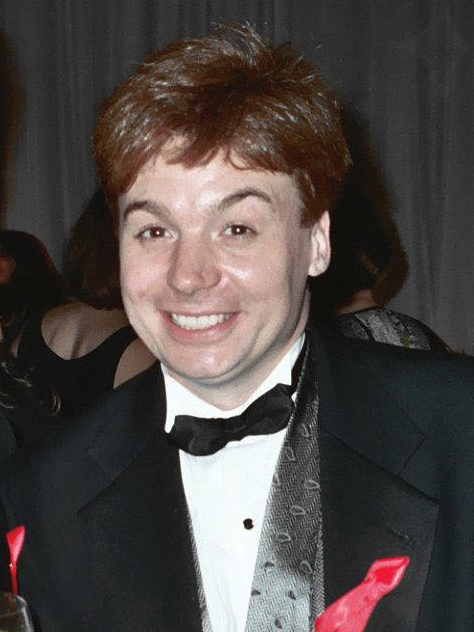
Mike Myers ai Premi Emmy 1994

Dopo una lunga pausa di riflessione, nel 1997 crea il suo personaggio più amato e più famoso: Austin Powers, protagonista di una trilogia di grande successo commerciale. Donnaiolo degli anni sessanta, fotografo di giorno, spia per sua maestà di notte, negli Stati Uniti d'America diventa un'icona godereccia che tutti ormai riconoscono. Austin Powers è una chiara parodia delle storie di spionaggio degli anni sessanta, in particolare dei film di Derek Flint, Harry Palmer, Matt Helm e specialmente James Bond. Myers ha rivelato che Austin è ispirato a suo padre Eric Myers.
Prima di questo film, interpreta la sua prima pellicola drammatica, Studio 54, nel ruolo di Steve Rubell, proprietario del famoso Studio 54, discoteca alla moda degli anni settanta. La critica apprezza l'interpretazione di Myers, e il dizionario del cinema di Morando Morandini la definisce addirittura "ottima".
Dopo il primo film, Austin Powers - Il controspione, che ha un grande successo anche grazie al personaggio "cattivo" del Dottor Male da lui stesso impersonificato
, segue nel 1999 Austin Powers - La spia che ci provava, che ottiene negli Stati Uniti un successo ancora maggiore, conquistando il primo posto al botteghino alla sua uscita e nella prima settimana di programmazione più di cinquanta milioni di dollari di incasso. Inoltre, il film ottiene ottime critiche ed è l'unico che riesce a tenere testa al colosso di George Lucas Star Wars: Episodio I - La minaccia fantasma.
Nel 2000, insieme con Eddie Murphy e Cameron Diaz, Myers prende parte al film d'animazione Shrek, nel quale presta la voce al protagonista. Nel 2002 ritorna al cinema con Austin Powers in Goldmember, creando polemiche anche con la casa di produzione MGM per il titolo troppo offensivo nei confronti di un personaggio della saga di James Bond. Anche stavolta la produzione ottiene un trionfo, grazie anche alla partecipazione di un inedito e divertente Michael Caine nel ruolo del padre di Austin.

### Gli anni recenti

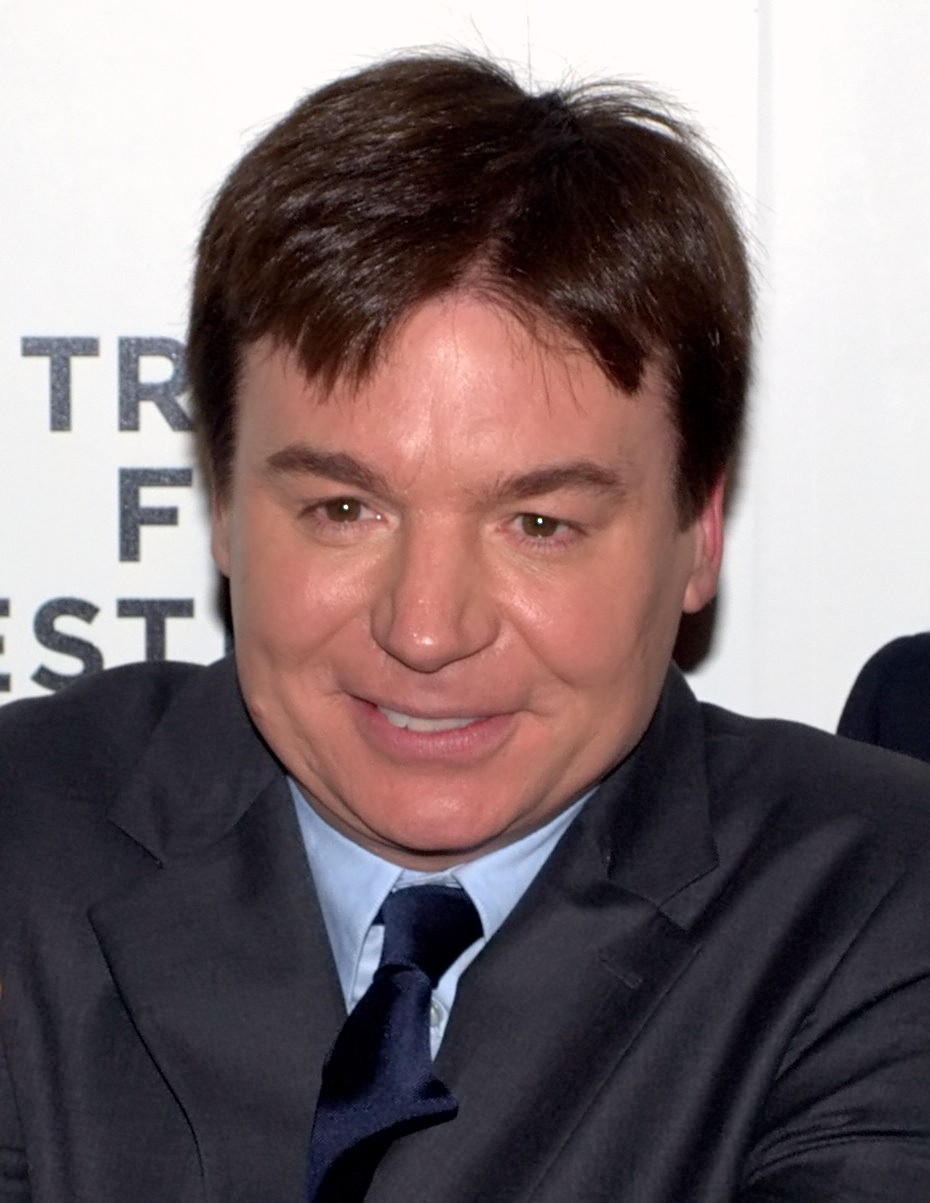
Mike Myers al Tribeca Film Festival 2010

L'anno successivo interpreta una parte più secondaria nel film Una hostess tra le nuvole, insieme a Gwyneth Paltrow, e veste i panni del Gatto del dr. Seuss nel film Il gatto... e il cappello matto, per il quale ottiene la candidatura al Razzie Awards nella categoria peggior attore dell'anno. Nel 2004 ritorna al doppiaggio in Shrek 2, nel quale quadruplica il compenso richiesto per il primo episodio della serie, e nel 2007 per Shrek terzo.
Nel 2008 è il protagonista e sceneggiatore di Love Guru, al quale prendono parte anche Jessica Alba, Justin Timberlake e l'ormai inseparabile Verne Troyer, il Mini-Me di Austin Powers. Il film, tuttavia, non si rivela un buon successo e l'interpretazione di Myers viene stroncata duramente dalla critica, tanto che alcuni critici affermano che con questo film l'attore abbia "ucciso" la sua carriera. Inoltre, sempre per questo film, ottiene anche alcuni Razzie Awards. Nel giugno dello stesso anno conduce per MTV gli MTV Movie Awards 2008.
Nel 2009 Myers riprende la parte di doppiatore nel film Shrek e vissero felici e contenti. Quell'anno recita anche in Bastardi senza gloria di Quentin Tarantino.
Dopo essersi dedicato ai documentari Supermensch: The Legend of Shep Gordon (2013), come regista e attore, e Being Canadian e I Am Chris Farley (entrambi nel 2015), solo in veste di attore, ritorna al cinema nel 2018 con Terminal e Bohemian Rhapsody.
Nel 2022 scrive, produce e recita otto ruoli differenti nella serie Il pentavirato, uno spin-off del suo precedente film Mia moglie è una pazza assassina? in cui riprende i temi del complottismo e dell'analisi sociale. La serie, in sei episodi, è trasmessa da Netfilx.

## Filmografia

### Attore

#### Cinema
- Fusi di testa (Wayne's World), regia di Penelope Spheeris (1992)
- Mia moglie è una pazza assassina? (So I Married an Axe Murderer), regia di Thomas Schlamme (1993)
- Fusi di testa 2 - Waynestock (Wayne's World 2), regia di Stephen Surjik (1993)
- Austin Powers - Il controspione (Austin Powers: International Man of Mystery), regia di Jay Roach (1997)
- Studio 54 (54), regia di Mark Christopher (1998)
- Austin Powers - La spia che ci provava (Austin Powers: The Spy Who Shagged Me), regia di Jay Roach (1999)
- Mistery, Alaska, regia di Jay Roach (1999)
- Austin Powers in Goldmember, regia di Jay Roach (2002)
- Una hostess tra le nuvole (View from the Top), regia di Bruno Barreto (2003)
- Nessuno sa nulla (Nobody Knows Anything!), regia di William Tannen (2003)
- Il gatto... e il cappello matto (Dr. Seuss' The Cat in the Hat), regia di Bo Welch (2003)
- Love Guru (The Love Guru), regia di Marco Schnabel (2008)
- Bastardi senza gloria (Inglourious Basterds), regia di Quentin Tarantino (2009)
- Terminal, regia di Vaughn Stein (2018)
- Bohemian Rhapsody, regia di Bryan Singer (2018)
- Amsterdam, regia di David O. Russell (2022)

#### Televisione
- King of Kensington - serie TV, episodio 1x12 (1975)
- Range Ryder and the Calgary Kid - serie TV (1977)
- The Littlest Hobo - serie TV, episodio 1x10 (1979)
- Bizarre - serie TV, episodi sconosciuti (1980)
- It's Only Rock and Roll - serie TV (1987)
- Austin Powers: Electric Pussycat Swingers Club, regia di Bruce Leddy e Joe Perota (1997) - film TV
- Il pentavirato (The Pentaverate) - miniserie TV (2022)

### Regista
- Supermensch: The Legend of Shep Gordon (2013)

### Produttore
- Supermensch: The Legend of Shep Gordon, regia di Mike Myers (2013)

### Doppiatore
- Meet Julie - film televisivo (1987)
- Shrek - film animazione (2001)
- Shrek 3-D - cortometraggio (2003)
- Shrek 2 - film animazione (2004)
- Shrek terzo - film animazione (2007)
- Shrekkati per le feste - cortometraggio (2007)
- Shrek e vissero felici e contenti - film animazione (2010)
- Shrekkato da morire - cortometraggio (2010)

## Doppiatori italiani
Nelle versioni in italiano dei suoi film, Mike Myers è stato doppiato da:
- Roberto Pedicini in Austin Powers in Goldmember, Love Guru, Bastardi senza gloria, Il pentavirato, Amsterdam
- Francesco Prando in Fusi di testa, Fusi di testa 2 - Waynestock
- Pino Insegno in Studio 54, Bohemian Rhapsody
- Franco Mannella in Una hostess tra le nuvole, Il gatto... e il cappello matto
- Francesco Vairano in Austin Powers - Il controspione
- Massimo Lopez in Austin Powers - La spia che ci provava
- Sandro Acerbo in Mia moglie è una pazza assassina? (Charlie Mackenzie)
- Francesco Pannofino in Mia moglie è una pazza assassina? (Stuart Mackenzie)
- Pietro Ubaldi in Terminal

Da doppiatore è sostituito da:
- Renato Cecchetto in Shrek, Shrek 3-D, Shrek 2, Shrek terzo, Shrekkati per le feste, Shrek e vissero felici e contenti, Shrekkato da morire
- Sergio Lucchetti in Il Pentavirato